# فهرست دانشکده‌های پزشکی ایران

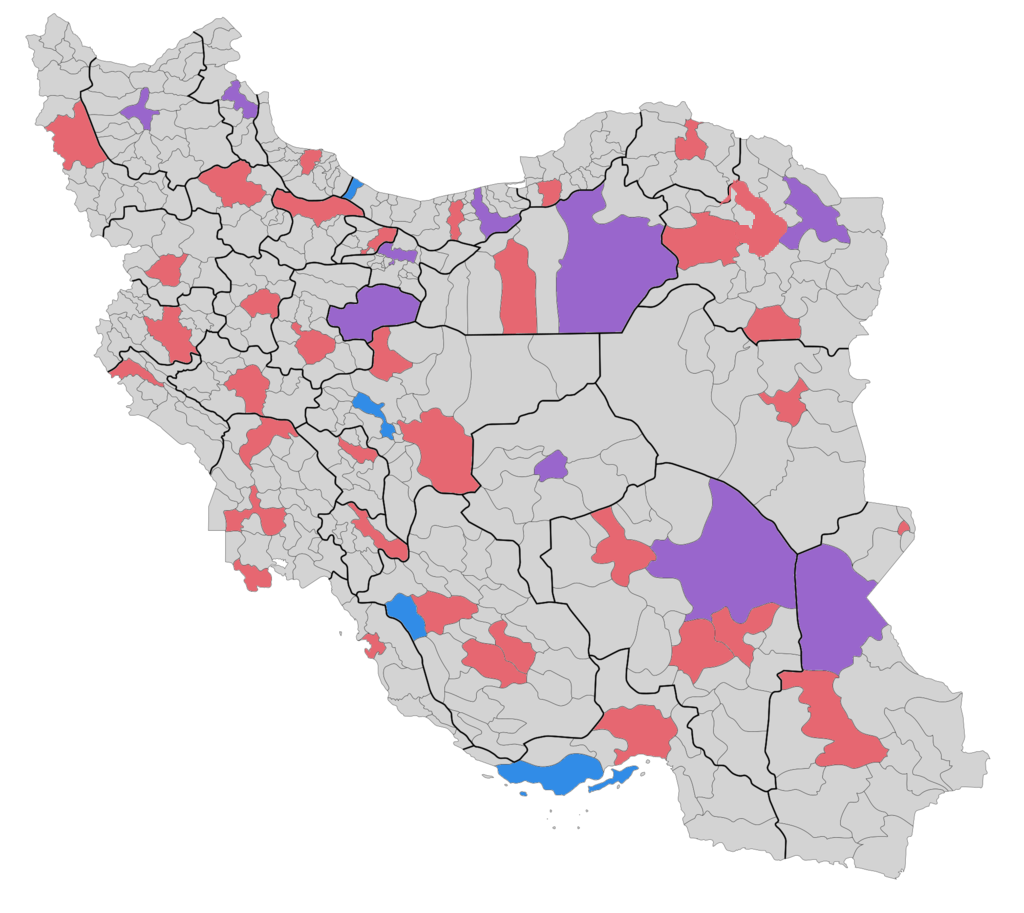
پراکندگی دانشکده‌های پزشکی در ایران
دانشکده‌های پزشکی دولتی
دانشکده‌های پزشکی آزاد
هردو

دانشکده‌های پزشکی دانشکده‌هایی هستند که وظیفه تربیت پزشک و ارائه خدمات آموزشی و درمانی را دارند. برنامه آموزشی اصلی که در دانشکده‌های پزشکی ارائه می‌شود شامل دوره پزشکی عمومی و گاهی همچنین دوره‌های دستیاری در رشته‌های تخصصی پزشکی است. ساختار اصلی دانشکده پزشکی شامل محلی برای ارائه آموزش‌های پایه‌ای و بیمارستان است. دانشجویان پزشکی قسمت اصلی آموزش‌های خود را در بیمارستان‌های آموزشی می‌گذرانند. در ایران این دانشکده‌ها زیر نظر وزارت بهداشت، درمان و آموزش پزشکی فعالیت می‌کنند دانشجویان پزشکی بعد از پایان تحصیلات متوسطه با گذراندن کنکور وارد آن‌ها می‌شوند.
سابقهٔ آموزش پزشکی در ایران به زمان تأسیس دارالفنون در سال ۱۲۳۰ خورشیدی بازمی‌گردد. رشتهٔ پزشکی یکی از رشته‌های اولیهٔ این مؤسسه بود. در سال ۱۲۹۷، بخش‌هایی از دارالفنون که مرتبط به پزشکی بود از آن جدا شد و «مدرسهٔ طب» نام گرفت. در همین دوره، به‌خصوص از سال ۱۳۰۷، آموزش پزشکی نظم و قوام بیشتری پیدا کرد و به دوره‌های آموزشی «علوم پایه» و «بالینی» تقسیم شد. مدرسهٔ طب در نهایت در سال ۱۳۱۳ با تأسیس دانشکده پزشکی دانشگاه تهران در آن ادغام شد. دانشکده‌های پزشکی شیراز، اصفهان و تبریز در سال ۱۳۲۵ تأسیس شدند و در سال ۱۳۲۸ نیز دانشکده پزشکی مشهد شروع به کار کرد. دانشکده‌های پزشکی ملی (شهید بهشتی فعلی)، اهواز، ایران ، کرمانشاه، همدان، ارومیه، کرمان، جهرم و فسا تا پیش از وقوع انقلاب اسلامی تأسیس شدند.
در حال حاضر ۵۰ دانشکده پزشکی دولتی و ۱۵ دانشکده پزشکی دانشگاه آزاد اسلامی در کشور فعال هستند.

## کلان‌منطقه‌های آموزش

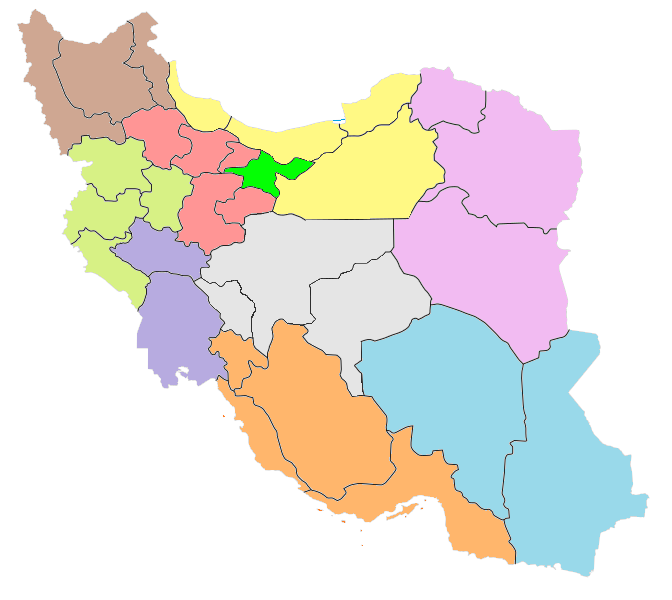
نقشهٔ قطب‌های ده‌گانهٔ دانشگاه‌های علوم پزشکی

در ابتدا آزمون علوم پایه پزشکی به صورت یک آزمون سراسری بود؛ ولی از سال ۱۳۹۳ آزمون علوم پایه به صورت قطبی برگزار می‌شود. دانشگاه‌های علوم پزشکی کشور به ۱۰ قطب آموزشی تقسیم‌بندی شده و در هر قطب یک دانشگاه به عنوان دانشگاه مادر انتخاب شده‌است. طراحی سوالات آزمون علوم پایه پزشکی و کلیه امور مربوط به آزمون برعهده دانشگاه مادر و با کمک اساتید دانشگاه‌های زیرمجموعه می‌باشد.
دانشگاههای علوم پزشکی دارای دانشکده پزشکی در ۱۰ کلان منطقه حوزهٔ آموزش سلامت در کشور، به شرح ذیل تقسیم‌بندی شده‌اند:
| قطب  | شامل |
| ---- | --- |
| یک   | ساری، گیلان، گلستان، سمنان، بابل و شاهرود                                                                           |
| دو   | تبریز، ارومیه، اردبیل و دانشکده‌های علوم پزشکی مستقر در منطقه                                                        |
| سه   | همدان، کرمانشاه، کردستان و ایلام                                                                                    |
| چهار | اهواز، لرستان، دزفول، آبادان و دانشکده‌های علوم پزشکی بهبهان و شوشتر                                                 |
| پنج  | شیراز، هرمزگان، یاسوج، بوشهر، فسا، جهرم و دانشکده‌های علوم پزشکی لارستان و گراش                                      |
| شش   | زنجان، البرز، قم، قزوین، اراک و دانشکده‌های علوم پزشکی ساوه و خمین                                                   |
| هفت  | اصفهان، یزد، شهرکرد، کاشان                                                                                          |
| هشت  | کرمان، زاهدان، رفسنجان، زابل، جیرفت، بم، ایرانشهر و دانشکدهٔ علوم پزشکی سیرجان                                       |
| نه   | مشهد، نیشابور، بیرجند، خراسان شمالی، سبزوار، گناباد، تربت حیدریه و دانشکده‌های علوم پزشکی تربت جام و اسفراین و کاشمر |
| ده   | تهران، شهید بهشتی، ایران، بقیةالله، شاهد، ارتش و توانبخشی و سلامت اجتماعی                                           |